# Comarca de Amambai
A Comarca de Amambai é uma comarca brasileira localizada no estado de Mato Grosso do Sul, a quase 400 quilômetros da capital.

## Generalidades
Sendo uma comarca de segunda entrância, tem uma superfície total de 5.231,196 km², o que totaliza cerca de 1,5% da superfície total do estado. A povoação total da comarca é de cerca de 50 mil habitantes, aproximadamente o 1% do total da povoação estadual, e a densidade de seu território é de 9,3 habitantes por km².
A comarca inclui os municípios de Amambai e Coronel Sapucaia e limita-se com as comarcas de Sete Quedas, Iguatemi, Caarapó, Ponta Porã.
Economicamente possui PIB de R$ 475 127 000,00 e PIB per capita de R$ 9 735,61
A comarca recebe o nome do Rio Amambai, rio que cruza o município de mesmo nome.